# أحادي الذرة

أحادي الذرة عبارة عن وصف يستخدم في الكيمياء والفيزياء للإشارة إلى وجود ذرات عنصر كيميائي في حالة مفردة، وعادة ما تلاحظ هذه الحالة عند الغازات النبيلة في الحالة العادية، وعند الغازات عموماً في شروط معينة. تجدر الإشارة إلى أن العناصر الكيميائية جميعها (الصلبة والسائلة) تصبح أحادية الذرة في الحالة الغازية عند درجات حرارة مرتفعة تتجاوز نقاط غليانها.

## الغازات النبيلة
تعد الغازات النبيلة العناصر الكيميائية الوحيدة التي تكون أحادية الذرة في الشروط العادية من الضغط ودرجة الحرارة. وتشكل هذه الغازات كل من الهيليوم والنيون والآرغون والكريبتون والزينون والرادون. تستطيع الغازات النبيلة الثقيلة أن تشكل مركبات كيميائية، في حين أن الخفيفة منها غير فعالة كيميائياً وخاملة، وتبقى أحادية الذرة في أغلب الأحوال.

## أمثلة أخرى
من المثلة الأخرى على وجود الغازات أحادية الذرة هو الهيدروجين الذري، والذي يكوّن نحو 90% من كتلة العناصر في الكون .

## اقرأ أيضاً
- ثنائي الذرة
- حالة ناشئة (كيمياء)